# Asclepi (escriptor)
Asclepi (en grec antic Άσκλήπιος) fou un gramàtic grec de data incerta que va escriure uns comentaris sobre els discursos de Demòstenes i la història de Tucídides, obres que s'han perdut. El menciona Ulpià d'Antioquia i alguns altres autors.